# Język wiru
Język wiru (a. witu) – język papuaski używany w prowincji Southern Highlands w Papui-Nowej Gwinei, przez grupę ludności w dystrykcie Ialibu. Według danych z 1981 roku posługuje się nim nieco ponad 15 tys. osób.
Tworzy samodzielną gałąź w ramach języków transnowogwinejskich. Być może jest bliżej spokrewniony z językami enga-kewa-huli (wskazują na to podobieństwa strukturalne i leksykalne, ale mogą to być zapożyczenia). H. Hammarström (2018) sklasyfikował go jako izolat; podobnie uczyniono w publikacji Glottolog (5.0).
Sporządzono opis jego gramatyki (1967). Jest zapisywany alfabetem łacińskim.